# New Zealand Furniture, Manufacturing and Associated Workers Union
Die New Zealand Furniture, Manufacturing and Associated Workers Union ist eine Gewerkschaft für Beschäftigte der Möbelindustrie in Neuseeland.

## Geschichte
Die Gewerkschaft wurde am 15. Mai 1991 unter dem Namen New Zealand (Except Northern) Furniture & Allied Industries Union offizielle registriert und im August 1992 in ihren heutigen Namen umbenannt. Wann die Gewerkschaft gegründet wurde, ist nicht bekannt.

## Gewerkschaft
Die Gewerkschaft zählt mit rund 650 Mitgliedern zu den kleinsten Arbeitnehmervertretungen in Neuseeland, hat ihren Sitz in Wellington und verfügt über keinen eigenen Webauftritt im Internet.